# Morgoth (groupe)
Pour les articles homonymes, voir Morgoth (homonymie).
Morgoth est un groupe de death metal allemand, originaire de Meschede, en Rhénanie-du-Nord-Westphalie. Ils sont considérés comme l'un des groupes les plus influents de la scène death metal old school allemande.[réf. souhaitée]

## Biographie
Le groupe est formé en 1985, à Meschede en Rhénanie-du-Nord-Westphalie, par Rüdiger Hennecke et Carsten Otterbach. Il s'appelait à l'origine Cadaverous Smell, et il jouait du grindcore et noise. À l'arrivée de Harry Busse dans le groupe, ils se rebaptisent Minas Morgul. 
En 1987, le groupe se décide pour Morgoth quand le chanteur et bassiste Marc Grewe vient les rejoindre. Le nom vient du premier Seigneur des Ténèbres dans le cycle de la Terre du Milieu de J. R. R. Tolkien. Ils enregistrent leur démo Pits of Utumno sur quatre pistes en 1988, ce qui leur permet de signer avec Century Media, nouvellement formé. En 1989, Morgoth enregistre sa deuxième démo Resurrection Absurd sur 24 pistes en studio, publiée la même année par Century Media comme EP. Le groupe part en tournée en Allemagne pour accompagner Pestilence et Autopsy. The Eternal Fall est enregistré peu de temps après la fin de la tournée, suivie de peu par une autre, avec cette fois Demolition Hammer et Obituary. Grewe arrête de jouer de la basse et Sebastian Swart se joint au groupe comme bassiste. 
En février 1991, le premier véritable album complet, intitulé Cursed, est enregistré dans les studios de Woodhouse. Pour promouvoir l'album, le groupe accompagne Kreator et Biohazard en tournée aux États-Unis, puis Immolation et Massacre en tournée européenne. Le plus gros du groupe déménage alors à Dortmund. Morgoth fait une pause et revint en 1993 avec l'album Odium. D'autres tournées suivent, avec Tankard, Unleashed et Tiamat. Cependant, la plupart des membres du groupe commencent à perdre leur intérêt pour une carrière musicale active et suivent leur propre direction.  Un troisième album, Feel Sorry for the Fanatic, est quand même enregistré, incorporant de plus en plus d'influences industrielles. Une autre tournée suit la sortie de l'album, avec Die Krupps et Richthofen. Le groupe se sépare en 1998. 
Le groupe se reforme en 2010, et participe au Hellfest et au Wacken Open Air de la même année. En décembre 2014, le groupe annonce le remplacement de Marc Grewe par le chanteur de Disbelief, Karsten Jäger,. 
En janvier 2015, Morgoth annonce son nouvel album, Ungod, prévu le 30 mars en Europe et le 7 avril en Amérique du Nord via Century Media. En avril 2015, le groupe publie le clip de la chanson Traitor, issu de l'album Ungod.

## Membres

### Membres actuels
- Harald Busse - guitare (1987-1998, depuis 2010)[1]
- Sebastian Swart - basse (1990-1998), guitare (depuis 2010)[1]
- Sotirios Kelekidis - basse (depuis 2010)[1]
- Marc « Speedy » Reign - batterie (depuis 2011)[1]
- Karsten « Jagger » Jäger - chant (depuis 2014)[1]

### Anciens membres
- Marc Grewe - basse (1985-1990), chant (1985-1998, 2010-2014)[1]
- Rüdiger Hennecke - batterie, claviers (1985-1998)[1]
- Carsten Otterbach - guitare (1985-1998, 2010)[1]

## Discographie
- 1988 : Pits of Utumno (démo)
- 1989 : Resurrection Absurd (EP)
- 1990 : The Eternal Fall (EP)
- 1991 : Cursed
- 1993 : Odium
- 1996 : Feel Sorry for the Fanatic
- 2005 : 1987-1997: The Best of Morgoth (compilation)
- 2012 : Cursed to Live (live)
- 2015 : Ungod